# Fallen (album của Evanescence)
Fallen là album phòng thu đầu tay của ban nhạc rock Mỹ Evanescence, phát hành ngày 4 tháng 3 năm 2003 thông qua hãng đĩa Wind-up Records và Epic Records. Sau khi phát hành một số EP và CD quảng bá, nhóm chính thức ký hợp đồng ghi âm chuyên nghiệp với Wind-up vào tháng 1 năm 2001. Quá trình sáng tác cho Fallen được bắt đầu trong khoảng thời gian hình thành ban nhạc, và một số bài hát trong album đã xuất hiện trên những ấn phẩm phát hành trước đó của họ. Album được thu âm từ tháng 8 đến tháng 12 năm 2002 tại một số địa điểm, bao gồm Conway Recording Studios ở Hollywood, California, trước khi được phối lại trong hai tuần tại Conway Recording Studios ở Bắc Hollywood.
Fallen đã trở thành album thành công nhất về mặt thương mại của ban nhạc tính đến nay, bán được hơn 17 triệu bản trên toàn cầu. Nó ra mắt ở vị trí thứ bảy trên bảng xếp hạng Billboard 200 với doanh số tiêu thụ trong tuần đầu ra mắt là 141,000 bản và đạt vị trí thứ ba vào tháng 6 năm 2003. Album nhận được chứng nhận bảy đĩa Bạch kim từ Hiệp hội Công nghiệp ghi âm Mỹ (RIAA), công nhận bảy triệu bản đã được tiêu thụ tại đây. Trên thị trường quốc tế, album đạt vị trí số một ở nhiều quốc gia như Úc, Áo, Canada, Đan Mạch, Phần Lan, Hy Lạp, Mexico, Bồ Đào Nha và Vương quốc Anh, cũng như lọt vào top 5 ở hầu hết những thị trường nó xuất hiện.
Sau khi phát hành, Fallen nhận được những phản ứng tích cực từ các nhà phê bình âm nhạc. Bốn đĩa đơn đã được phát hành từ album: "Bring Me to Life", "My Immortal", "Going Under" và "Everybody's Fool". "Bring Me to Life" và "My Immortal" đã trở thành những bài hát thành công nhất trong sự nghiệp của nhóm, lọt vào top 10 ở nhiều thị trường lớn như Úc, Vương quốc Anh và Hoa Kỳ. Thành công của nó đã giúp Evanescence gặt hái nhiều giải thưởng và đề cử lớn tại các lễ trao giải, bao gồm sáu đề cử giải Grammy cho Album của năm, Album Rock xuất sắc nhất, Trình diễn song ca hoặc nhóm nhạc giọng pop xuất sắc nhất cho "My Immortal", Bài hát Rock xuất sắc nhất nhất và Trình diễn Hard Rock xuất sắc nhất cho "Bring Me to Life" và Nghệ sĩ mới xuất sắc nhất, và chiến thắng hai giải sau.

## Bối cảnh và thu âm
Sau khi Amy Lee và Ben Moody thành lập Evanescence năm 1995, ban nhạc đã phát hành ba EP và một đĩa CD demo. Vào tháng 1 năm 2001, nhóm ký hợp đồng với hãng thu âm lớn đầu tiên của họ Wind-up. Quá trình viết nhạc cho album mất khoảng tám năm. Trong cuộc phỏng vấn với MTV, Ben Moody tiết lộ rằng anh chưa bao giờ viết nhạc cùng với Lee, chỉ nói cả hai cùng hợp tác viết "có thể hai hoặc ba lần trong tám năm".

## Sáng tác
Theo lời của Amy Lee, "Going Under" nói về một mối quan hệ tính cảm vội vàng và làm hư hại thể chất. Cô nói, "Và khi bạn ở cuối đoạn dây của bạn, khi bạn ở vào lúc bạn nhận ra vài thứ cần thay đổi, rằng bạn không thể tiếp tục sống trong tình huống mà bạn đang rơi vào. Thật tuyệt. Đúng là một bài hát thật mạnh mẽ." "Going Under" được phát hành làm đĩa đơn thứ hai. "Bring Me to Life" lại là một ca khúc nu metal/rap rock được đặt trong một số chỉ nhịp và biểu diễn ở một nhịp độ vừa phải 96 nhịp/phút. Bài hát do Lee, Ben Moody và David Hodges viết nhạc, lấy cảm hứng từ một sự cố xảy ra trong lúc cô đang ngồi trong một quán ăn, khi một người quen của Lee hỏi cô có hạnh phúc trong mối quan hệ hiện tại của mình không. Đó là lúc Lee nhận ra rằng cô ấy, trong thực tế, không hề hạnh phúc trong mối quan hệ hiện tại của mình và bày tỏ rằng cô cảm thấy mình vừa được "đánh thức" ("woken up"), từ đó mới có câu hát "đánh thức bên trong tôi" ("wake me up inside"). Lee cũng khẳng định bài hát nói về người bạn lâu năm Josh Hartzler mà cô từng kết hôn năm 2007.

## Đánh giá chuyên môn
| Đánh giá chuyên môn  | Đánh giá chuyên môn |
| Nguồn đánh giá       | Nguồn đánh giá      |
| Nguồn                | Đánh giá            |
| -------------------- | ------------------- |
| AllMusic             | [ 11 ]              |
| The Austin Chronicle | [ 1 ]               |
| Blender              | [ 12 ]              |
| Entertainment Weekly | B−                  |
| Rolling Stone        | [ 14 ]              |
| Spin                 | [ 15 ]              |
| The Village Voice    | B–                  |

Fallen nhận được nhiều đánh giá tích cực từ các nhà phê bình âm nhạc. Johnny Loftus của AllMusic chấm album ba sao rưỡi trên năm sao, nói rằng, "album bao gồm những ánh đèn lóe sáng của đĩa đơn nu-metal xếp hạng PG ("Everybody's Fool," "Going Under"). Nhưng nó là một album rock giao hưởng thô bỉ của những nhóm như Type O Negative ảnh hưởng lớn đến Fallen. Entertainment Weekly cũng đưa ra chung một nhận định tích cực, chấm album điểm B- khi viết, "Thể loại giờ quá cũ để gọi là nu-metal thực sự không tràn đầy những giọng ca tuyệt vời đặc biệt - chỉ để duy nhất một nữ nghệ sĩ hát. Amy Lee - giọng ca chính của những rocker Arkansas ảm đạm lại là một ngoại lệ." Kirk Miller của Rolling Stone đưa ra một đánh giá hỗn hợp hơn, chấm album ba trên năm sao, viết, "Khi giọng ca chính Amy Lee hát ngâm nga về những lời nói dối 'trong phạm vi những bông hoa giấy của tôi' (in my field of paper flowers) hay 'trút ra hối tiếc đỏ thẫm' (pouring crimson regret), cô ấy đưa đến Fallen thoáng một nét tâm linh đáng sợ mà những anh chàng new-metal không có."

## Diễn biến thương mại

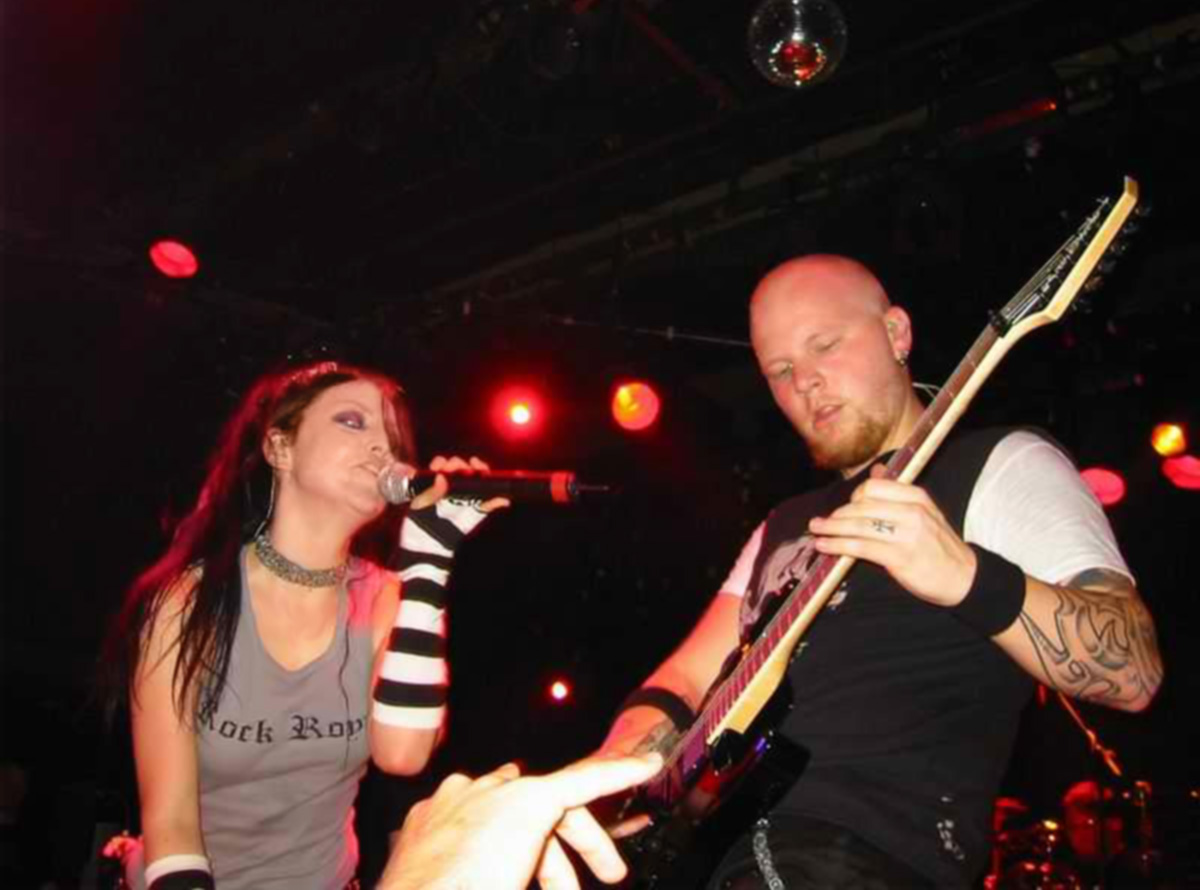
Evanescence biểu diễn năm 2003 ở Barcelona

Fallen là một thành công thương mại, tiêu thụ hơn 17 triệu bản trên toàn cầu kể từ ngày phát hành năm 2003. Album ra mắt ở vị trí số 7 trên Billboard 200 với hơn 141,000 bản bán được ngay trong tuần đầu tiên. Tại Hoa Kỳ, album tiêu thụ hơn 7.6 triệu bản. Fallen là album bán chạy thứ tám năm 2004 và là album bán chạy thứ 19 của thập niên 2000. Tính đến tháng 10 năm 2011, album đã nằm trong bảng xếp hạng Billboard Hot 200 trong 106 tuần, với 58 tuần nằm trong tốp 20. Album đạt vị trí thứ 3 trên Billboard 200 ngày 14 tháng 6 năm 2003 và tái xuất hiện trên bảng xếp hạng này ở vị trí 192 ngày 13 tháng 3 năm 2010. Album có khoảng 223 tuần trên bảng xếp hạng Top Pop Catalog sau khi bị loại khỏi Billboard 200. Hiệp hội Công nghiệp ghi âm Hoa Kỳ chứng nhận Fallen đĩa bạch kim vào tháng 4 năm 2003, và đến tháng 6 năm 2008 album đã có bảy lần được chứng nhận Bạch kim.
Trên UK Albums Chart, Fallen ra mắt ở vị trí số 18 khi tiêu thụ 15,589 bản. Album đạt vị trí quán quân với 38,570 bản bảy tuần sau đó, sau khi "Bring Me to Life" đứng đầu UK Singles Chart. Tuy nhiên Fallen đã bán hơn 56,193 bản vào tháng 12 năm 2003, trở thành doanh số tuần cao nhất của album dù nó chỉ đứng ở vị trí thứ 28 trong tuần đó. Sau đó album có 33 tuần nằm trong tốp 20 và 60 tuần nằm trong tốp 75. Fallen trở lại các bảng xếp hạng ở Anh ở vị trí số 35 sau tuần phát hành album phòng thu thứ hai của ban nhạc The Open Door. Tính đến tháng 10 năm 2011, album đã tiêu thụ hơn 1,367,900 bản tại Vương quốc Anh. Album cũng là một thành công quốc tế khi đứng đầu các bảng xếp hạng của hơn mười quốc gia trên toàn cầu. Sau khoảng ba tuần có mặt trong tốp 10 của Canadian Albums Chart, album đoạt vị trí quán quân vào ngày 13 tháng 8 năm 2003, bán 8,900 bản theo số liệu thống kê bởi Nielsen SoundScan.

## Cuộc tranh cãi Christian
Evanescence ban đầu được quảng bá ở các cửa hàng Christian. Sau đó ban nhạc làm rõ rằng nhóm không muốn bị coi là một phần của thể loại Christian rock giống như những nghệ sĩ đồng nghiệp Creed. Vào tháng 4 năm 2003 chủ tịch của Wind-up Records, Alan Meltzer đã gửi một bức thư đến đài phát thanh Christian và những đại lý bán lẻ để giải thích rằng mặc dù "nền tảng tinh thần gây kích động sự chú ý và khó chịu trong cộng đồng Kitô giáo", Evanescence là "một ban nhạc thế tục cũng như cách nhìn âm nhạc của họ để giải trí." Sau đó anh viết, "Wind-up thực sự cảm thấy họ không còn ở những thị trường Christian nữa." Gần như ngay lập tức sau khi nhận thư, nhiều đài phát thanh Christian đã đẩy những ca khúc của Fallen ra khỏi danh sách bài hát của họ. Terry Hemmings, CEO của bộ phận tiết kiệm phân phối nhạc Christian bày tỏ sự bối rối về thái độ của ban nhạc khi phát biểu, "Họ hiểu rõ album sẽ được bán trên những kênh [nhạc Christian] này." Năm 2006, Amy Lee nói với Billboard rằng cô từng phản đối việc bị coi là một "ban nhạc Christian" từ khi mới thành lập. Cô còn cho biết thêm Moody có ủng hộ một chút trong khi với cô thì không.

## Danh sách bài hát
Tất cả lời bài hát được viết bởi Amy Lee và Benjamin Moody, với một số người viết nhạc liệt kê bên dưới; toàn bộ phần âm nhạc do Evanescence.
| STT | Nhan đề                                                    | Sáng tác            | Thời lượng |
| --- | ---------------------------------------------------------- | ------------------- | ---------- |
| 1.  | "Going Under"                                              | David Hodges        | 3:35       |
| 2.  | "Bring Me to Life" (& Paul McCoy)                          | Hodges              | 3:36       |
| 3.  | "Everybody's Fool"                                         | Hodges              | 3:16       |
| 4.  | "My Immortal"                                              |                     | 4:23       |
| 5.  | "Haunted"                                                  | Hodges              | 3:05       |
| 6.  | "Tourniquet" (Soul Embraced cover)                         | Hodges Rocky Gray   | 4:38       |
| 7.  | "Imaginary"                                                |                     | 4:16       |
| 8.  | "Taking Over Me"                                           | Hodges John LeCompt | 3:49       |
| 9.  | "Hello"                                                    | Hodges              | 3:40       |
| 10. | "My Last Breath"                                           | Hodges              | 4:07       |
| 11. | "Whisper"                                                  |                     | 5:27       |
| 12. | "My Immortal" (Phiên bản ban nhạc, chỉ có trên ấn bản sau) |                     | 4:33       |

| Track bổ sung tại Nhật | Track bổ sung tại Nhật                                  | Track bổ sung tại Nhật | Track bổ sung tại Nhật |
| STT                    | Nhan đề                                                 | Sáng tác               | Thời lượng             |
| ---------------------- | ------------------------------------------------------- | ---------------------- | ---------------------- |
| 12.                    | "Farther Away"                                          | Hodges                 | 3:58                   |
| 13.                    | "My Immortal" (Phiên bản ban nhạc, chỉ trên ấn bản sau) | Hodges                 | 4:33                   |

| Phiên bản DVD giới hạn | Phiên bản DVD giới hạn             | Phiên bản DVD giới hạn |
| STT                    | Nhan đề                            | Thời lượng             |
| ---------------------- | ---------------------------------- | ---------------------- |
| 1.                     | "Bring Me to Life" (video âm nhạc) |                        |

## Xếp hạng
| Bảng xếp hạng (2003-05)                  | Vị trí cao nhất |
| ---------------------------------------- | --------------- |
| Album Úc (ARIA)                          | 1               |
| Album Áo (Ö3 Austria)                    | 1               |
| Album Bỉ (Ultratop Vlaanderen)           | 3               |
| Album Bỉ (Ultratop Wallonie)             | 4               |
| Album Canada (Billboard)                 | 1               |
| Album Đan Mạch (Hitlisten)               | 1               |
| Album Hà Lan (Album Top 100)             | 2               |
| Châu Âu (European Top 100 Albums)        | 1               |
| Album Phần Lan (Suomen virallinen lista) | 1               |
| Album Pháp (SNEP)                        | 2               |
| Đức (Offizielle Top 100)                 | 2               |
| Album Hy Lạp (IFPI)                      | 1               |
| Album Ireland (IRMA)                     | 3               |
| Album Ý (FIMI)                           | 3               |
| Nhật Bản (Oricon)                        | 7               |
| Album México (Top 100 Mexico)            | 1               |
| Album New Zealand (RMNZ)                 | 2               |
| Album Na Uy (VG-lista)                   | 3               |
| Album Ba Lan (ZPAV)                      | 3               |
| Album Bồ Đào Nha (AFP)                   | 1               |
| Nga (Russian Music Charts)               | 1               |
| Album Scotland (OCC)                     | 1               |
| Tây Ban Nha (PROMUSICAE)                 | 6               |
| Album Thụy Điển (Sverigetopplistan)      | 3               |
| Album Thụy Sĩ (Schweizer Hitparade)      | 2               |
| Album Anh Quốc (OCC)                     | 1               |
| Album Hoa Kỳ Billboard 200               | 3               |
| Hoa Kỳ Hard Rock Albums (Billboard)      | 18              |
| Bảng xếp hạng (2013)                     | Vị trí cao nhất |
| UK Rock Chart                            | 10              |

| Bảng xếp hạng (2000–09)      | Vị trí |
| ---------------------------- | ------ |
| Australian Albums (ARIA)     | 15     |
| Austrian Albums (Ö3 Austria) | 28     |
| Dutch Albums (Megacharts)    | 67     |
| UK Albums (OCC)              | 87     |
| U.S. Billboard 200           | 19     |

| Bảng xếp hạng    | Vị trí |
| ---------------- | ------ |
| US Billboard 200 | 32     |

| Bảng xếp hạng (2003)                          | Vị trí |
| --------------------------------------------- | ------ |
| Australian Albums (ARIA)                      | 15     |
| Australian Heavy Rock and Metal Albums (ARIA) | 2      |
| Austrian Albums (Ö3 Austria)                  | 17     |
| Belgian Albums (Ultratop Flanders)            | 38     |
| Belgian Albums (Ultratop Wallonia)            | 17     |
| Danish Albums (Hitlisten)                     | 25     |
| Dutch Albums (MegaCharts)                     | 23     |
| European Albums (Billboard)                   | 3      |
| Finnish Albums (Musiikkituottajat)            | 16     |
| French Albums (SNEP)                          | 10     |
| German Albums (Offizielle Top 100)            | 9      |
| Hungarian Albums (MAHASZ)                     | 81     |
| Italian Albums (FIMI)                         | 5      |
| Japanese Albums (Oricon)                      | 54     |
| New Zealand (Recorded Music NZ)               | 6      |
| Spanish Albums (PROMUSICAE)                   | 15     |
| Swedish Albums (Sverigetopplistan)            | 5      |
| Swiss Albums (Schweizer Hitparade)            | 3      |
| UK Albums (OCC)                               | 16     |
| US Billboard 200                              | 8      |
| Worldwide (IFPI)                              | 7      |
| Bảng xếp hạng (2004)                          | Vị trí |
| Australian Albums (ARIA)                      | 7      |
| Austrian Albums (Ö3 Austria)                  | 15     |
| Belgian Albums (Ultratop Flanders)            | 12     |
| Belgian Albums (Ultratop Wallonia)            | 16     |
| Danish Albums (Hitlisten)                     | 52     |
| Dutch Albums (MegaCharts)                     | 10     |
| European Albums (Billboard)                   | 5      |
| Finnish Albums (Suomen virallinen lista)      | 59     |
| French Albums (SNEP)                          | 20     |
| German Albums (Offizielle Top 100)            | 10     |
| Hungarian Albums (Mahasz)                     | 28     |
| New Zealand (Recorded Music NZ)               | 14     |
| Swedish Albums (Sverigetopplistan)            | 39     |
| Swiss Albums (Schweizer Hitparade)            | 15     |
| UK Albums (OCC)                               | 8      |
| US Billboard 200                              | 59     |
| Worldwide (IFPI)                              | 43     |
| Bảng xếp hạng (2006)                          | Vị trí |
| UK Albums (OCC)                               | 191    |

## Chứng nhận
| Quốc gia                                                                           | Chứng nhận    | Số đơn vị/doanh số chứng nhận |
| ---------------------------------------------------------------------------------- | ------------- | ----------------------------- |
| Argentina (CAPIF)                                                                  | 2× Bạch kim   | 80.000^                       |
| Úc (ARIA)                                                                          | 6× Bạch kim   | 420.000^                      |
| Áo (IFPI Áo)                                                                       | Bạch kim      | 30,000*                       |
| Bỉ (BEA)                                                                           | Bạch kim      | 50,000*                       |
| Brasil (Pro-Música Brasil)                                                         | 2× Bạch kim   | 250.000*                      |
| Canada (Music Canada)                                                              | 7× Bạch kim   | 700.000^                      |
| Phần Lan (Musiikkituottajat)                                                       | Bạch kim      | 59,679                        |
| Pháp (SNEP)                                                                        | 2× Bạch kim   | 657,700*                      |
| Đức (BVMI)                                                                         | 5× Vàng       | 500,000^                      |
| Hy Lạp (IFPI Hy Lạp)                                                               | 2× Bạch kim   | 40.000^                       |
| Ý (FIMI)                                                                           | Vàng          | 25,000                        |
| Nhật Bản (RIAJ)                                                                    | Bạch kim      | 250,000^                      |
| México (AMPROFON)                                                                  | Bạch kim+Vàng | 225.000^                      |
| Hà Lan (NVPI)                                                                      | Bạch kim      | 80.000^                       |
| New Zealand (RMNZ)                                                                 | 5× Bạch kim   | 75.000^                       |
| Na Uy (IFPI)                                                                       | Bạch kim      | 40.000*                       |
| Ba Lan (ZPAV)                                                                      | Vàng          | 0*                            |
| Bồ Đào Nha (AFP)                                                                   | 2× Bạch kim   | 80.000^                       |
| Nga (NFPF)                                                                         | Bạch kim      | 20.000*                       |
| Tây Ban Nha (PROMUSICAE)                                                           | Bạch kim      | 100.000^                      |
| Thụy Điển (GLF)                                                                    | Bạch kim      | 60.000^                       |
| Thụy Sĩ (IFPI)                                                                     | 2× Bạch kim   | 80.000^                       |
| Anh Quốc (BPI)                                                                     | 4× Bạch kim   | 1.200.000^                    |
| Hoa Kỳ (RIAA)                                                                      | 7× Bạch kim   | 7,619,000                     |
| Tổng hợp                                                                           |               |                               |
| Châu Âu (IFPI)                                                                     | 3× Bạch kim   | 3.000.000*                    |
| Toàn cầu                                                                           | —             | 17,000,000                    |
| * Chứng nhận dựa theo doanh số tiêu thụ. ^ Chứng nhận dựa theo doanh số nhập hàng. |               |                               |

## Lịch sử phát hành
| Vùng lãnh thổ | Ngày tháng           | Nhãn đĩa                      | Định dạng                        | Catalog       |
| ------------- | -------------------- | ----------------------------- | -------------------------------- | ------------- |
| Hoa Kỳ        | 4 tháng 3 năm 2003   | Wind-up Records               | CD, tải kĩ thuật số              | 60150-13063-2 |
| Canada        | 1 tháng 4 năm 2003   | Wind-up Records, Epic Records | CD, tải kĩ thuật số              | EK 91746      |
| Áo            | 28 tháng 4 năm 2003  | Wind-up Records, Epic Records | CD, tải kĩ thuật số              | WIN 510879 2  |
| Đức           | 28 tháng 4 năm 2003  | Wind-up Records, Epic Records | CD, tải kĩ thuật số              | WIN 510879 2  |
| Anh Quốc      | 28 tháng 4 năm 2003  | Wind-up Records, Epic Records | CD, tải kĩ thuật số              | WIN 687043 2  |
| Úc            | 19 tháng 5 năm 2003  | Wind-up Records, Epic Records | CD, tải kĩ thuật số              | 510879200     |
| Pháp          | 20 tháng 5 năm 2003  | Wind-up Records, Epic Records | CD, tải kĩ thuật số              | WIN 510879 2  |
| Nhật Bản      | 7 tháng 7 năm 2003   | Epic/Sony Records             | CD, tải kĩ thuật số              | EICP-253      |
| Nhật Bản      | 9 tháng 9 năm 2003   | Epic/Sony Records             | Limited edition CD+DVD           | EICP-242      |
| Áo            | 26 tháng 1 năm 2004  | Wind-up Records, Epic Records | CD reissue                       | WIN 510879 9  |
| Đức           | 26 tháng 1 năm 2004  | Wind-up Records, Epic Records | CD reissue                       | WIN 510879 9  |
| Pháp          | 4 tháng 2 năm 2004   | Wind-up Records, Epic Records | CD reissue                       | WIN 510879 9  |
| Anh Quốc      | 23 tháng 2 năm 2004  | Wind-up Records, Epic Records | CD reissue                       | WIN 510879 9  |
| Áo            | 25 tháng 9 năm 2009  | Wind-up Records, EMI          | CD reissue                       | WIN 687043 2  |
| Đức           | 25 tháng 9 năm 2009  | Wind-up Records, EMI          | CD reissue                       | WIN 687043 2  |
| Anh Quốc      | 28 tháng 9 năm 2009  | Wind-up Records, EMI          | CD reissue                       | WIN 687043 2  |
| Pháp          | 5 tháng 10 năm 2009  | Wind-up Records, EMI          | CD reissue                       | WIN 687043 2  |
| Nhật Bản      | 12 tháng 10 năm 2011 | EMI Music Japan               | Limited edition CD reissue       | TOCP-54276    |
| Hoa Kỳ        | 21 tháng 5 năm 2013  | Wind-up Records               | Remastered LP (Black and purple) | 60150-13359-1 |